# Chartreuse de la Verne

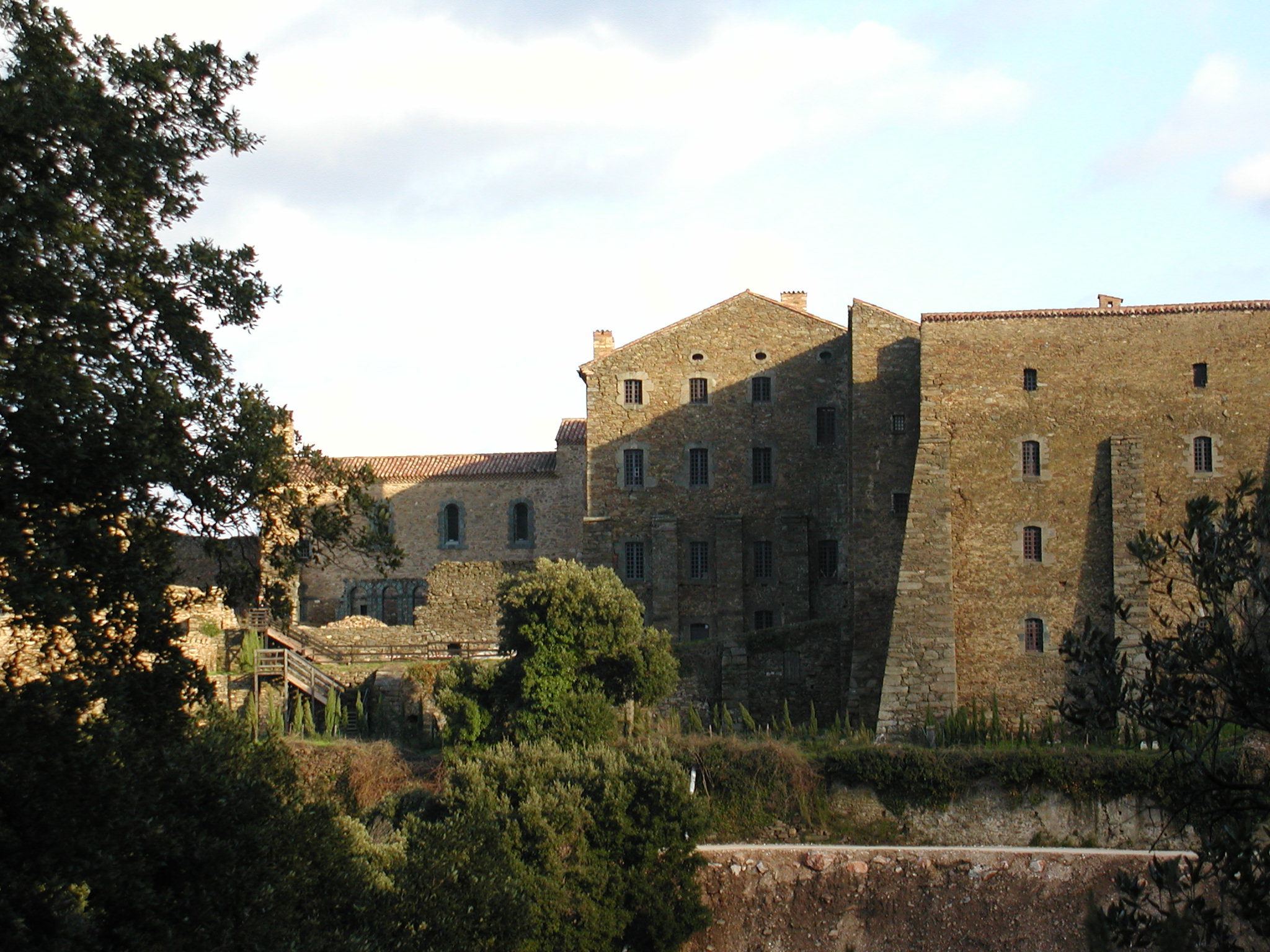
Chartreuse de la Verne

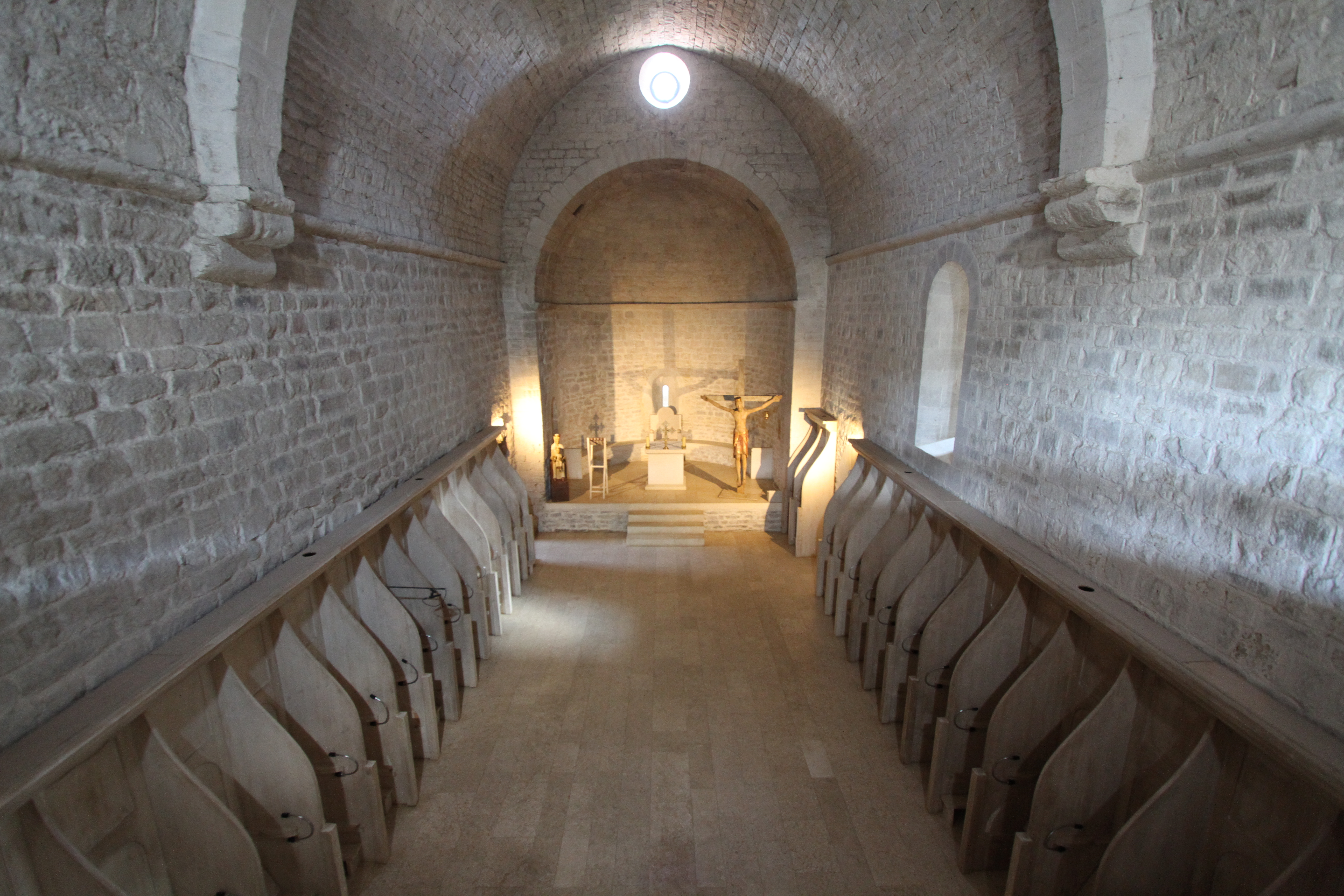
Blick in die von Formen strenger Romanik geprägte Klosterkirche

Die Chartreuse de la Verne ist eine ehemalige Kartause zwischen den Orten Cogolin und Collobrières im Département Var im Süden Frankreichs. Von gewaltigen Schutz- und Stützmauern umgeben liegt sie wie ein Bollwerk in der Nähe einer Quelle auf einem plateauartigen Bergvorsprung (415 m hoch) in einsamer Waldlandschaft mitten im Maurenmassiv.
Die bedeutenden Klosteranlagen aus dem 12. bis 18. Jahrhundert werden seit 1969 durch die „Association des Amis de la Verne“ (Freundeskreis der Chartreuse de la Verne) angemietet und durch diese Organisation umfangreich restauriert. Mit dem Wiederaufbau der Mönchszellen und der ersten romanischen Kirche sowie anderer Gebäudeteile sind die Restaurierungsarbeiten inzwischen abgeschlossen.

## Besichtigung
Der kurvenreiche und schmale Straße (D214) ist inzwischen bis kurz vor der Kartause befahrbar. Außer dienstags kann die Anlage besichtigt werden. Im Januar ist das Kloster anlässlich der „fermeture annuelle“ geschlossen. Die Gottesdienste können besucht werden.

## Geschichte
Die Kartause wurde 1170 auf Initiative der Bischöfe von Toulon (Pierre Isnard) und Fréjus (Fredol d’Anduze) durch Kartäusermönche aus der Grande Chartreuse bei Grenoble inmitten dichter Kastanienwälder an der Stelle einer verlassenen Priorei gleichen Namens erbaut; die Kirche wurde am 3. Oktober 1174 der Jungfrau Maria geweiht. Durch viele Schenkungen und zusätzliche Erwerbungen kam die Kartause schon bald in den Besitz von über 3.000 ha Ländereien (Wald, Wiesen, Felder).
Obwohl die Anlage mit Ausnahme der romanischen Kirche 1214, 1271 und 1318 vollständig abbrannte, baute man sie immer wieder neu auf. Häufig waren die Kartäuser Angriffen ausgesetzt: Plünderer, benachbarte Feudalherren, Sarazenen und Protestanten (1577) verwüsteten den Komplex. Aus dem 18. Jahrhundert sind zahlreiche Bautätigkeiten der Kartäuser durch die eingemeißelten Jahreszahlen an verschiedenen Bauteilen belegt: 1738, 1772, 1789. Nach der Französischen Revolution wurde die Anlage 1790 beschlagnahmt, die letzten Mönche flohen, und die Gebäude und Landgüter wurden als „nationaler Besitz“ 1792 versteigert.
Erst am 18. Januar 1921 erfolgte die Anerkennung der ehemaligen Kartause als „Monument Historique“ (Historisches Denkmal). Am 1. März 1961 wurde sie Eigentum der „Administration des Eaux et Forêts“ (Staatliche Forstverwaltung).
Zur Erhaltung und Wiederherstellung der Kartause gründete sich 1968 die „Association des Amis de la Verne“. Seit 1983 leben in der Anlage etwa 30 Mitglieder der Monastischen Familie von Betlehem, der Aufnahme Mariens in den Himmel und des heiligen Bruno. 

## Baubeschreibung
Aus romanischer Zeit bleibt wenig übrig: einige Überreste der Kirche und der Sakristei. Die meisten der noch erhaltenen Bauten gehen im Wesentlichen auf das 17. und 18. Jahrhundert zurück. Außer ihrer Ausmaße und dem geschlossenen Charakter ihres Gesamtbildes fallen in der Anlage die vorhandenen Steinmetzarbeiten (Portale, Türgiebel, Tür- und Fenstereinfassungen, Arkaden …) aus Serpentin, dem grünen Stein des Maurenmassivs, besonders ins Auge; im Zusammenhang mit diesem marmorartigen Stein erzeugen die Schieferwände den Effekt der Polychromie.
Die hohe, festungsartige Vorderfront der Kartause wird von dem Haupteingang – einem prachtvollen Portalbau mit Giebel und Säulen aus Serpentingestein – durchbrochen. 
Dieser Eingang führt in den ersten, den südlichsten Teil der Gesamtanlage, der sich „Unteres Haus“ nennt. Hier waren die Konversen (Laienbrüder) und Familiares (Bedienstete des Klosters), die Arbeiter und auch eventuelle Besucher untergebracht. In diesem Teil befinden sich heute die Empfangshalle und Ausstellungsräume jedoch auch historische Bereiche, wie die Scheune, die imposante Bäckerei, die Ölmühle mit zwei großen und zwei kleineren Pressen, sowie der Keller. Die Besucherkapelle ist in den früheren Küchenräumen eingerichtet.
Im mittlerer Teil finden sich die Gemeinschaftsräume der Ordensschwestern mit Kapitelsaal, Bibliothek und Refektorium. Hier befindet sich auch die romanische, west-östlich ausgerichtete Kirche aus dem 12. Jahrhundert, die im 17. Jahrhundert einstürzte und ab 2000 originalgetreu wieder errichtet wurde. Hier liegt auch eine rekonstruierte Zelle aus dem 17. Jahrhundert mit Fenstern und Türen, die aus Serpentingestein eingerahmt sind. Unmittelbar neben der Zelle befindet sich der ebenfalls wieder errichtete Kreuzgang aus dem 12. bis 17. Jahrhundert.
Als dritter und nördlichster Teil folgt der große „Kreuzgang der Einsamkeit“, seitlich begrenzt von 13 Zellen mit ihren Gärtchen – der eigentliche Wohnbereich der früheren Patres (Mönche) und jetzt der Schwestern. Dieser Bereich ist der Öffentlichkeit nicht zugänglich. Im Innenhof des Kreuzganges liegt auch der Friedhof der Kartäuser, auf dem zwischen dem 12. Jahrhundert und der Französischen Revolution etwa 800 Mönche ihre letzte Ruhe fanden.

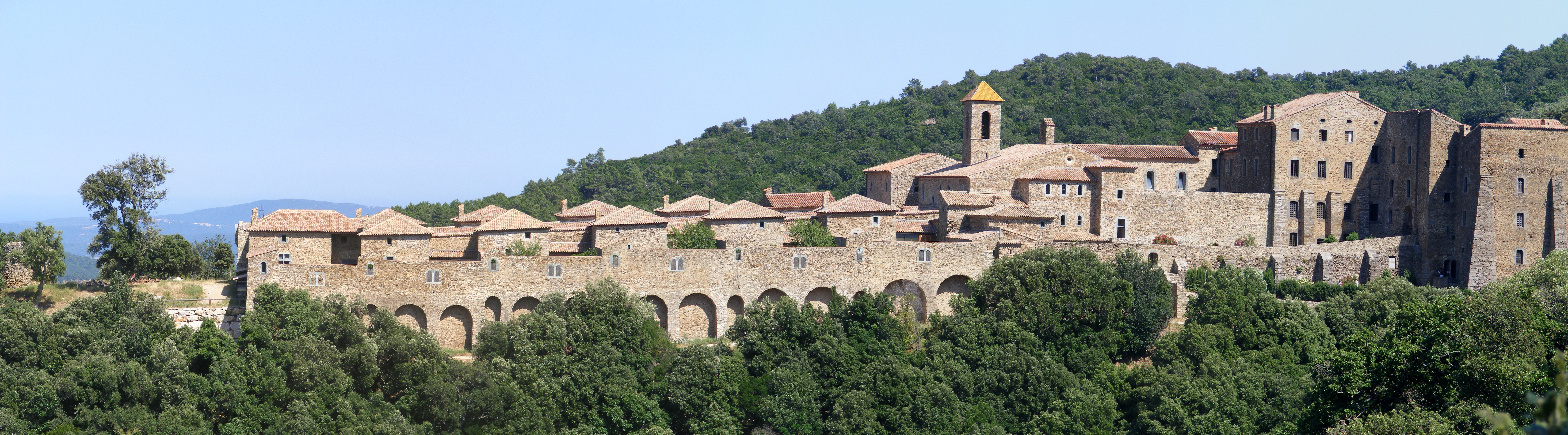
Außenansicht
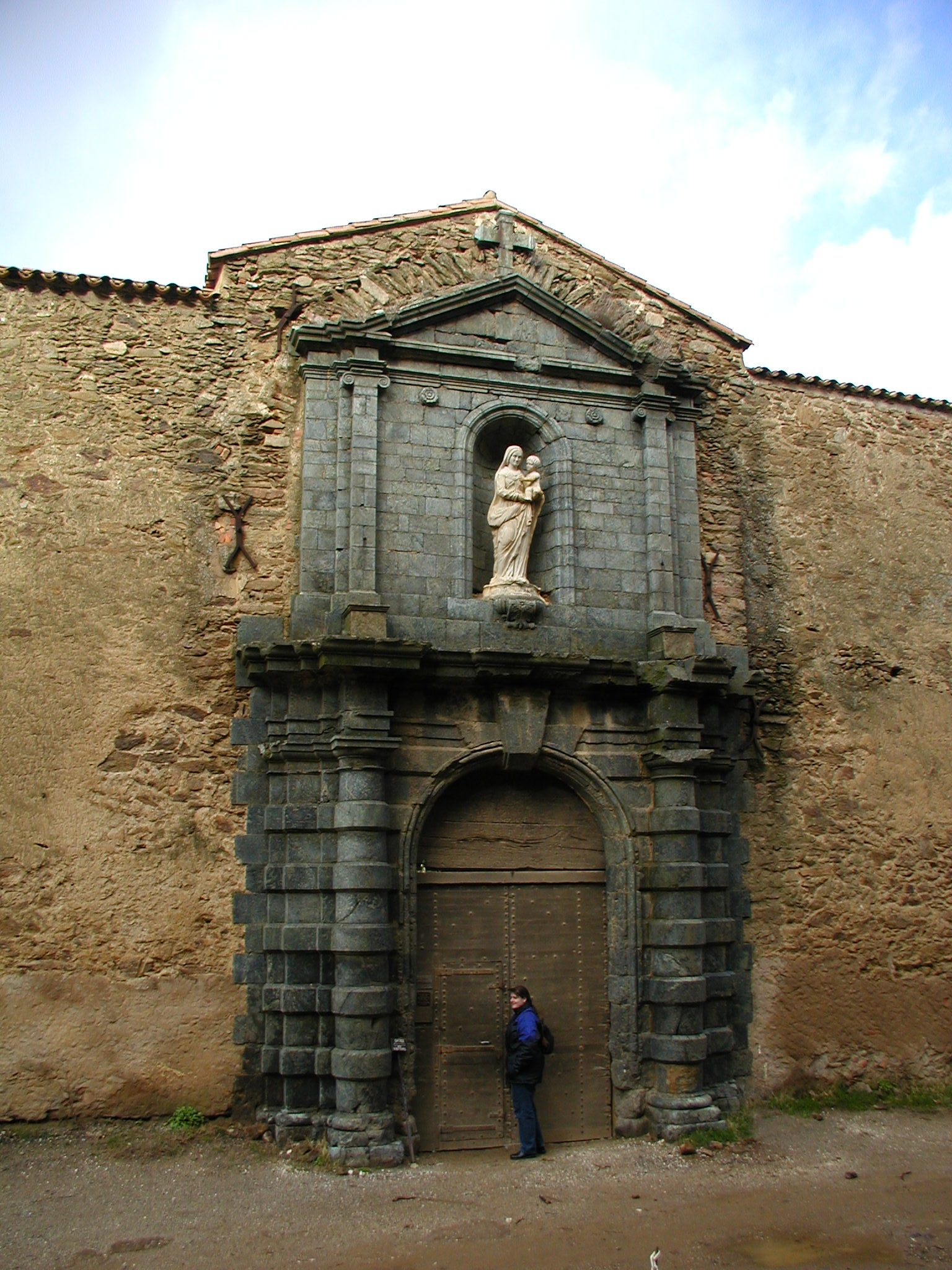
Eingang zur Klosteranlage
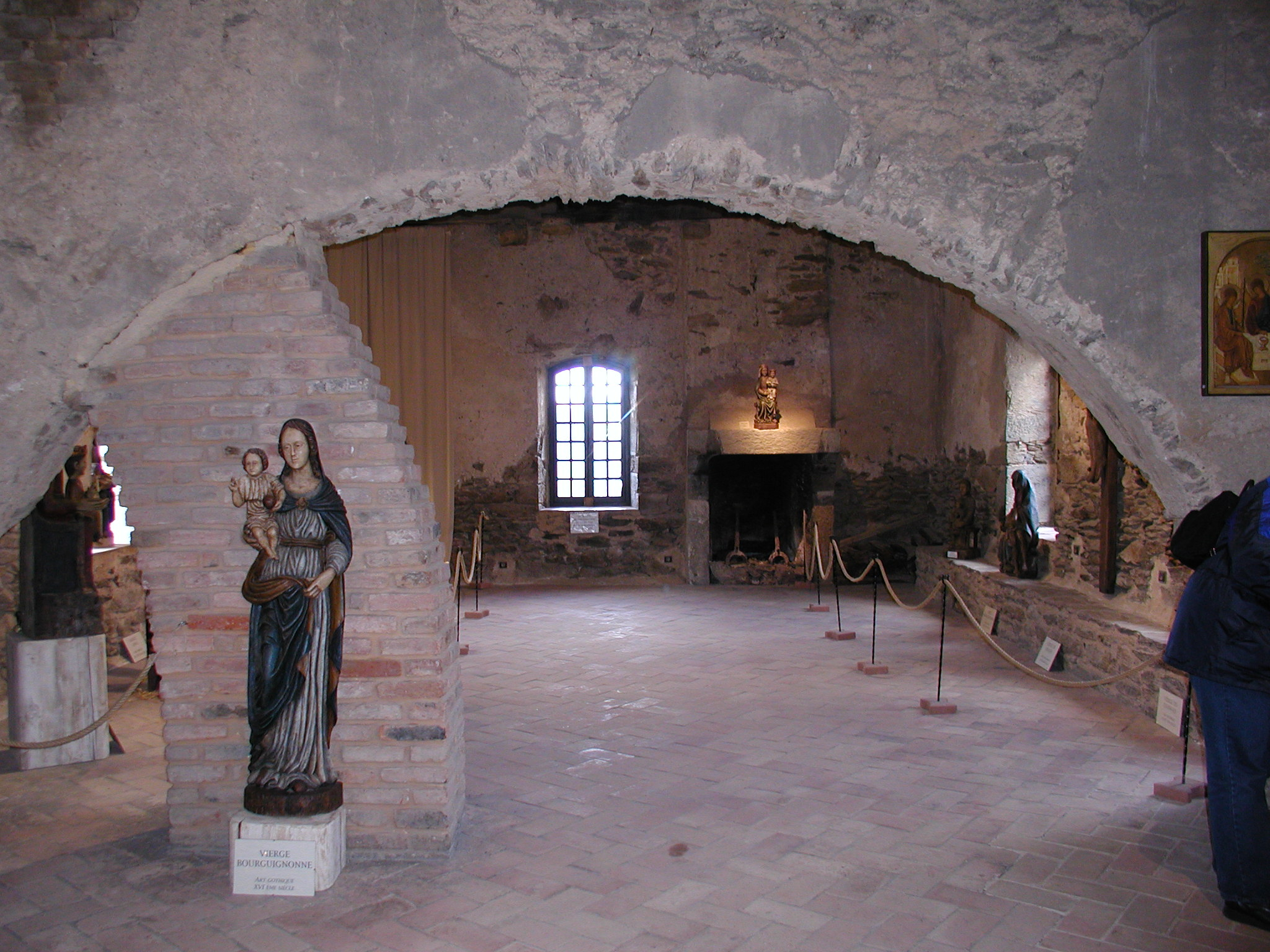
Einer der Innenräume
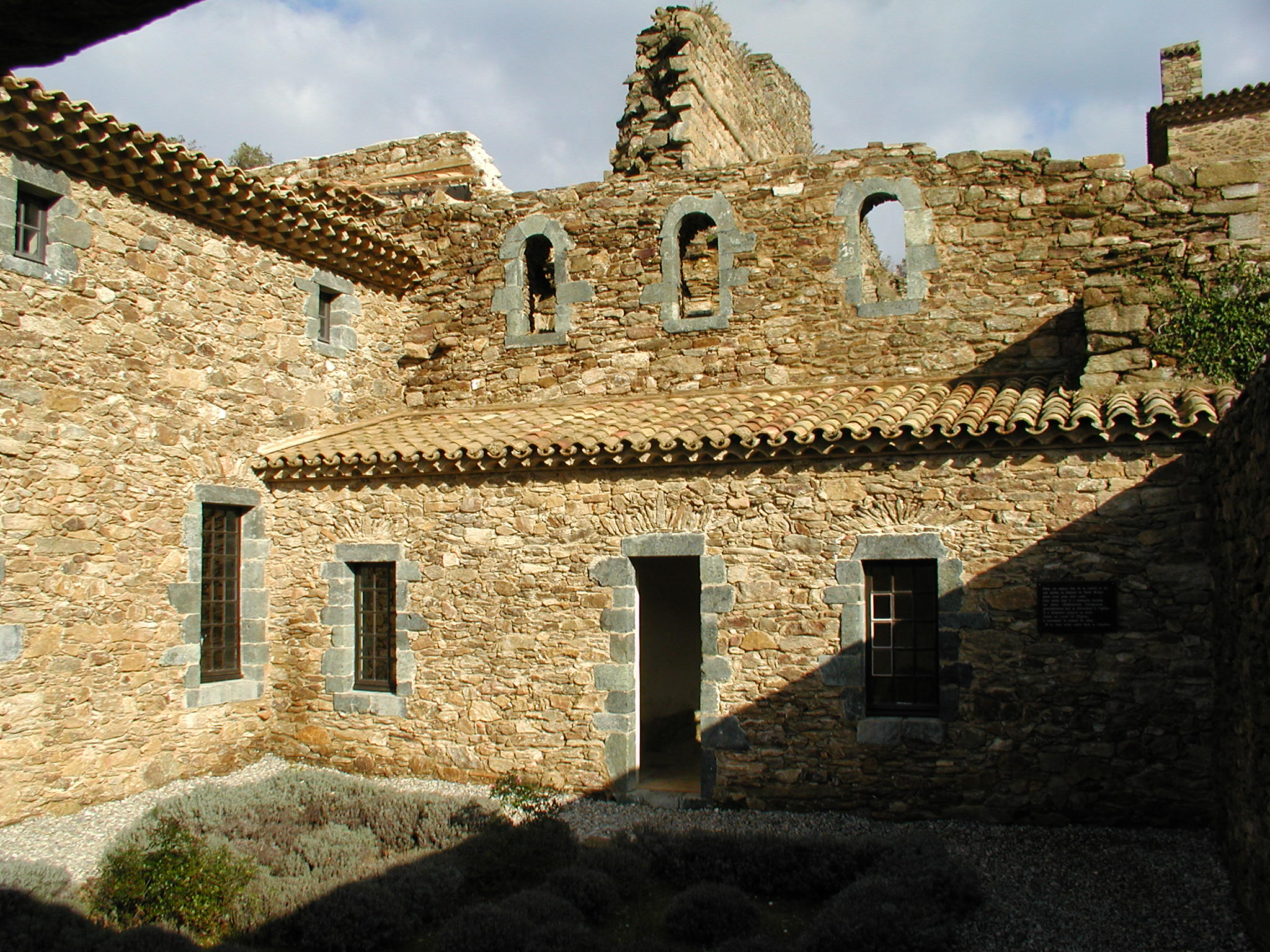
Unterkunft eines Abtes mit Garten
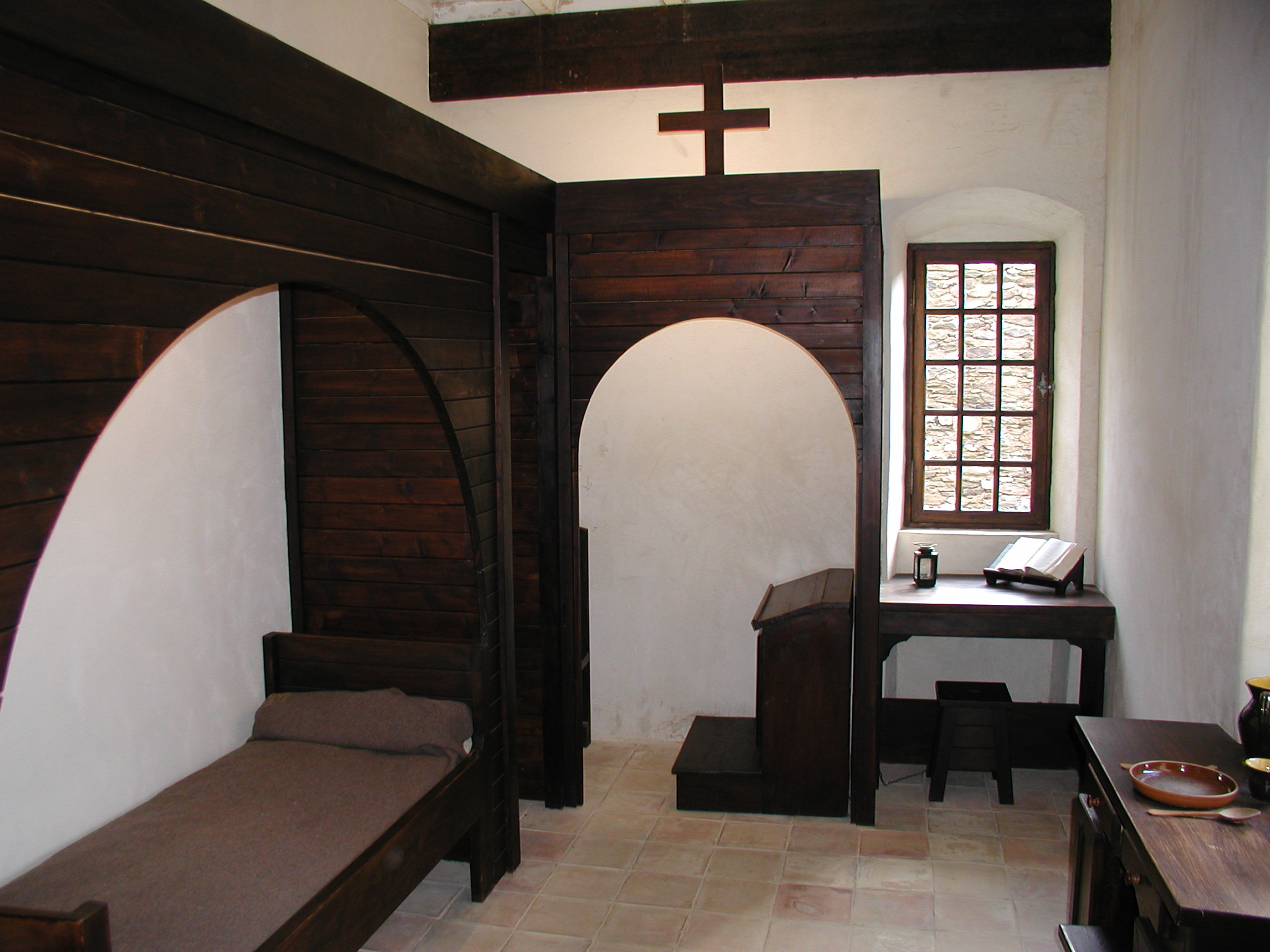
Abtquartier
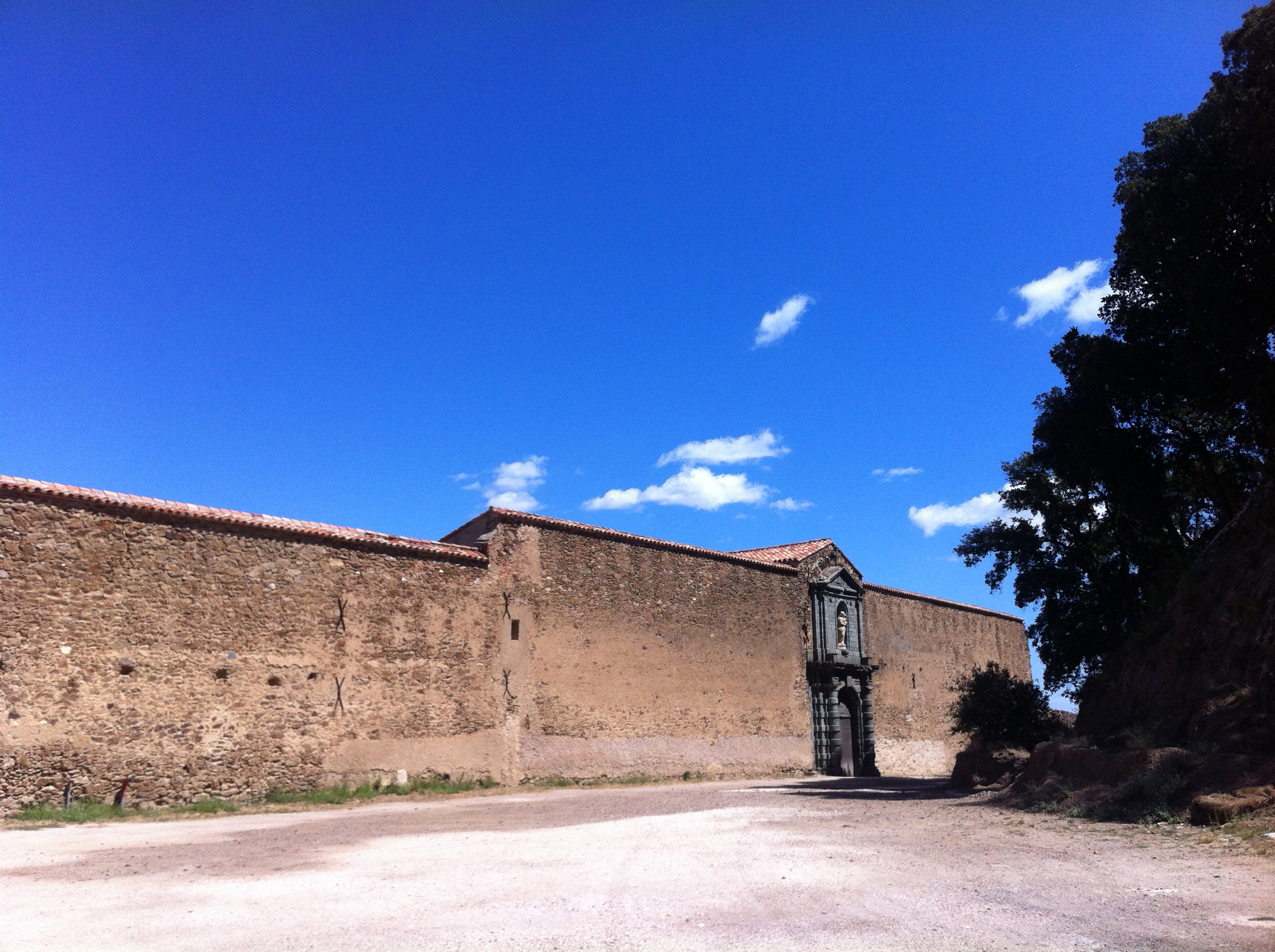
Front